# Бедфорд (боро)

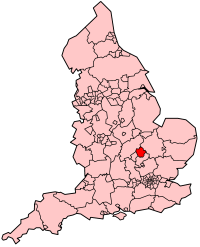
Унітарна одиниця на мапі Англії

52°08′04″ пн. ш. 0°27′47″ зх. д. / 52.13444° пн. ш. 0.46306° зх. д.
Бедфорд (англ. Bedford) — унітарна одиниця Англії на півночі церемоніального графства Бедфордшир.

## Історія
Утворена 1 квітня 2009 року з адміністративного району Бедфорд, одного з трьох адміністративних районів колишнього неметропольного графства Бедфордшир.